# Discografia de John Hartford

## Álbuns

### Álbuns de estúdio
| Ano  | Álbum                               | EUA | Rótulo              |
| ---- | ----------------------------------- | --- | ------------------- |
| 1967 | Looks at Life                       |     | RCA                 |
| 1967 | Earthwords & Music                  |     | RCA                 |
| 1968 | The Love Album                      |     | RCA                 |
| 1968 | Housing Project                     |     | RCA                 |
| 1968 | Gentle On My Mind & Other Originals |     | RCA                 |
| 1969 | John Hartford                       | 137 | RCA                 |
| 1970 | Iron Mountain Depot                 |     | RCA                 |
| 1971 | Aereo-Plain                         | 193 | Warner Bros.        |
| 1972 | Morning Bugle                       |     | Warner Bros.        |
| 1976 | Nobody Knows What You Do            |     | Flying Fish         |
| 1976 | Mark Twang                          |     | Flying Fish         |
| 1977 | All in the Name of Love             |     | Flying Fish         |
| 1978 | Headin' Down Into the Mystery Below |     | Flying Fish         |
| 1979 | Slumberin' on the Cumberland        |     | Flying Fish         |
| 1981 | You and Me at Home                  |     | Flying Fish         |
| 1981 | Catalogue                           |     | Flying Fish         |
| 1984 | Gum Tree Canoe                      |     | Flying Fish         |
| 1986 | Annual Waltz                        |     | Rounder             |
| 1989 | Down on the River                   |     | Flying Fish         |
| 1991 | Cadillac Rag                        |     | Small Dog A-Barkin' |
| 1992 | Goin' Back to Dixie                 |     | Small Dog A-Barkin' |
| 1994 | The Walls We Bounce Off Of          |     | Small Dog A-Barkin' |
| 1996 | No End of Love                      |     | Small Dog A-Barkin' |
| 1996 | Wild Hog in the Red Brush           |     | Rounder             |
| 1998 | The Speed of the Old Long Bow       |     | Rounder             |
| 2002 | Steam Powered Aereo-Takes           |     | Rounder             |

### Colaborações
| Ano  | Álbum                                                                            | Rótulo        |
| ---- | -------------------------------------------------------------------------------- | ------------- |
| 1977 | Glitter Grass from the Nashwood Hollyville Strings (com Doug e Rodney Dillard)   | Flying Fish   |
| 1981 | Permanent Wave (com Doug e Rodney Dillard)                                       | Rounder       |
| 1988 | Vassar Clements, John Hartford, Dave Holland(com Vassar Clements e Dave Holland) | Flying Fish   |
| 1991 | Hartford & Hartford (com Jamie Hartford)                                         | Flying Fish   |
| 1995 | The Fun of Open Discussion (com Bob Carlin)                                      | Rounder       |
| 1998 | The Bullies Have All Gone to Rest (creditado a Jim Wood e John Hartford)         | Whipporwill   |
| 1999 | Retrograss (com David Grisman e Mike Seeger)                                     | Acoustic Disc |
| 1999 | Good Old Boys (com the Hartford String Band)                                     | Rounder       |
| 2001 | Hamilton Ironworks (com the Hartford String Band)                                | Rounder       |

### Álbuns ao vivo
| Ano  | Álbum                                | Rótulo              |
| ---- | ------------------------------------ | ------------------- |
| 1994 | Old Sport                            | Small Dog A-Barkin' |
| 1995 | Live at College Station Pennsylvania | Small Dog A-Barkin' |
| 2000 | Live from Mountain Stage             | Blue Plate Records  |

### Compilações
| Ano  | Álbum                                                      | Rótulo        |
| ---- | ---------------------------------------------------------- | ------------- |
| 1982 | Me Oh My, How the Time Does Fly: A John Hartford Anthology | Flying Fish   |
| 1987 | A John Hartford Collection                                 | Flying Fish   |
| 2001 | RCA Country Legends: John Hartford                         | Buddha        |
| 2002 | Natural to Be Gone 1967–1970                               | Raven Records |
| 2002 | John Hartford/Iron Mountain Depot/Radio John               | Camden Deluxe |
| 2002 | Looks at Life/Earthwords & Music                           | Camden Deluxe |
| 2004 | Love Album/Housing Project                                 | Camden Deluxe |
| 2009 | Good'le Days: Essential Recordings                         | Rounder       |

## Singles
| Ano  | Single               | Pico nas Paradas | Pico nas Paradas | Pico nas Paradas | Álbum                               |
| Ano  | Single               | US Country       | CAN Country      | CAN AC           | Álbum                               |
| ---- | -------------------- | ---------------- | ---------------- | ---------------- | ----------------------------------- |
| 1967 | "Gentle on My Mind"  | 60               | —                | —                | Gentle On My Mind & Other Originals |
| 1969 | "Natural to Be Gone" | —                | 26               | 14               | Iron Mountain Depot                 |
| 1984 | "Piece of My Heart"  | 81               | —                | —                | Gum Tree Canoe                      |

## Tributos
| Ano  | Álbum                      | Rótulo      |
| ---- | -------------------------- | ----------- |
| 2001 | A tribute to John Hartford | Blue Platte |